# Каскаския (река)
Kаскаския (на английски: Kaskaskia River) е река, десен приток на Мисисипи, течаща в централната и южната част на щата Илинойс в Съединените американски щати.
Дълга е около 325 мили (523км). Тя е втората по дължина речна система в щата. Нейният басейн е зает от ферми и хълмове с широколистни гори, най-вече в долното течение на реката. Долното течение на реката е канализирано, за да се улесни корабоплаването.
„Каскаскуа“ е алтернативно име използвано от французите, а понякога се среща и изписвано като „Каскаския“.
 Тя е наречена по името на племето каскаския от конфедерацията Илиной, с което се сблъскват първите френските йезуити и други заселници. „Окоу Ривър“ е друго алтернативно име за Каскаския, което се използва като топоним за част от реката, главно в района на Oкоувил, и за големия и приток Уест Окоу Ривър.

## Хидрография
Каскаския тече в източната централна част на щата Илинойс. Изворите на реката се намират северно от Магистрала 74. Реката тече на юг през окръзите Шампейн и Дъглас, а след това на югозапад през Южен Илинойс, преминавайки през Вандалия. Тя се влива в Мисисипи от север на около 10 мили (16км) северозападно от Честър и на около 40 мили (64км) на югюгоизток от Сейнт Луис. Басейнът на реката обхваща около 5746 квадратни мили (14 880км2), или около 10,2% от територията на щата Илинойс.
Каскаския се разширява в Шелби Каунти образувайки езерото Шелбивил. Също така се разширява и в Клинтън Каунти, югозападно от Вандалия, където образува езерото Карлайл.
През по-голямата част на 19 век, реката се влива в Мисисипи при Честър. Обезлесяването на бреговете на река Мисисипи и нейните притоци за горива за стотиците параходи, които кръстосват по реката има значително въздействие върху околната среда: дестабилизацията на бреговете кара Мисисипи да стане по-широка и по-плитка, което от своя страна води до все по-големи наводнения водещи до промени на страничния канал. След голямо наводнение през 1881 г., Мисисипи променя нейното корито, което се премества на изток от устието и слиза надолу на 10 мили (16км) от канала на Каскаския, което пренасочва сливането на реките 10 мили на север. В резултат на това малка част от Илинойс, включително и град Каскаския са отрязани от щата Илинойс, когато реката премества своята източна страна. Каскаския сега се намира на западния бряг на Мисисипи и може да бъде достигнат само от брега на Мисури.
Старият Форт Каскаския е разположен около устието на реката в окръг Рандолф.